# Nataša Janković
Nataša Janković (født 27. august 1991) er en kroatisk håndboldspiller, som spiller i Molde HK og Kroatiens kvindehåndboldlandshold.